# Purpuricenus konradi
Purpuricenus konradi là một loài bọ cánh cứng trong họ Cerambycidae.